# Renault RE20
La Renault RE20 è una monoposto di Formula 1 che corse nel campionato mondiale del 1980. Anche questa vettura, come la precedente Renault RS10 aveva la peculiarità del motore turbo: un 1500 cm³ sovralimentato con due turbine denominato Renault EF1.
I progettisti furono i francesi Michel Tétu e François Castaing.

## La stagione
La RE20 debuttò al Gran Premio d'Argentina 1980, dove Jabouille e Arnoux si qualificarono rispettivamente nono e diciannovesimo ma furono costretti al ritiro da guasti meccanici. Al secondo appuntamento stagionale, in Brasile, la vettura ottenne la prima pole position con Jean-Pierre Jabouille. In gara un problema col turbo fermò il poleman ma la vittoria arrise comunque al compagno di scuderia René Arnoux. Stesso schema nel gran premio successivo, in Sud Africa: pole per Jabouille, vittoria per Arnoux. La Renault così si trovò a guidare sia la classifica costruttori che quella piloti.
Vari guasti tecnici e i problemi di affidabilità del motore impediscono però alla vettura di essere competitiva, anche se ritornò alla vittoria nel Gran Premio d'Austria con Jabouille, dopo che la pole era stata fatta segnare da Arnoux, che condusse la gara per un buon numero di giri prima di rimanere attardato a causa di una foratura. Arnoux fece segnare la pole anche nelle due gare seguenti (Olanda e Italia).
Nella stagione in totale la scuderia conquistò 38 punti giungendo quarta nella classifica costruttori, il tutto condito da 4 giri più veloci (Brasile, Sudafrica, Austria e Olanda), tutti fatti segnare da Arnoux.

### Risultati sportivi
| Anno | Team               | Motore              | Gomme | Piloti    |     |     |     |    |     |     |     |     |     |   |     |     |     |     | Punti | Pos. |
| ---- | ------------------ | ------------------- | ----- | --------- | --- | --- | --- | -- | --- | --- | --- | --- | --- | - | --- | --- | --- | --- | ----- | ---- |
| 1980 | Équipe Renault Elf | Renault EF1 V6t 1.5 | M     | Jabouille | Rit | Rit | Rit | 10 | Rit | Rit | Rit | Rit | Rit | 1 | Rit | Rit | Rit | INF | 38    | 4º   |
| 1980 | Équipe Renault Elf | Renault EF1 V6t 1.5 | M     | Arnoux    | Rit | 1   | 1   | 9  | 4   | Rit | 5   | NC  | Rit | 9 | 2   | 10  | Rit | 7   | 38    | 4º   |

| Legenda | 1º posto     | 2º posto | 3º posto    | A punti         | Senza punti/Non class.  | Grassetto – Pole position Corsivo – Giro più veloce |
| Legenda | Squalificato | Ritirato | Non partito | Non qualificato | Solo prove/Terzo pilota | Grassetto – Pole position Corsivo – Giro più veloce |